# FC Bavaria 1899 München
Az FC Bavaria 1899 München egy 1899-ben alakult müncheni sportegyesület, mely labdarúgó, jégkorong, krikett és torna osztállyal rendelkezett. Az egyesület 1907-ben megszűnt. A DFB alapító klubjai közé tartozik.

## Története
A sportegyesület 1899-től 1907-ig működött. Megszűnését a Turngemeinde München AV tornacsapatba való beolvadás jelentette. Az egyesület Sportplatz Loco-Kaiserstraße-n (magyarul: Loco-Kaiser úti Sportpálya) gyakorolt.